# Rafał Królikowski
Rafał Królikowski (ur. 27 grudnia 1966 w Zduńskiej Woli) – polski aktor teatralny, filmowy i telewizyjny.

## Życiorys

### Wczesne lata
Urodził się i dorastał w Zduńskiej Woli jako drugie z trojga dzieci pary nauczycieli – Jadwigi i Jana Królikowskich. Praprababka Teresa Królikowska (z domu Breier; 1840–1886) w połowie XIX wieku przybyła z Czech do Zduńskiej Woli. Jego ojciec działał też społecznie w szkolnych klubach sportowych, przez 19 lat był prezesem zarządu miejskiego SKS. Miał starszego brata Pawła (1961-2020), który ukończył wcześniej szkołę teatralną we Wrocławiu i został zawodowym aktorem, oraz młodszą siostrę Anitę (ur. 1975). Od dziecka wykazywał zainteresowania aktorsko-teatralne. Chodził wraz z bratem na zajęcia teatralne do Miejskiego Domu Kultury w Zduńskiej Woli. Uczęszczał do zduńskowolskiej Szkoły Podstawowej nr 9. Ukończył I Liceum Ogólnokształcące i Studium-Kulturalno-Oświatowe. Po maturze zdawał najpierw do łódzkiej PWSTiF, potem krakowskiej PWST, zanim dostał się do warszawskiej PWST, którą ukończył w 1992.

### Kariera

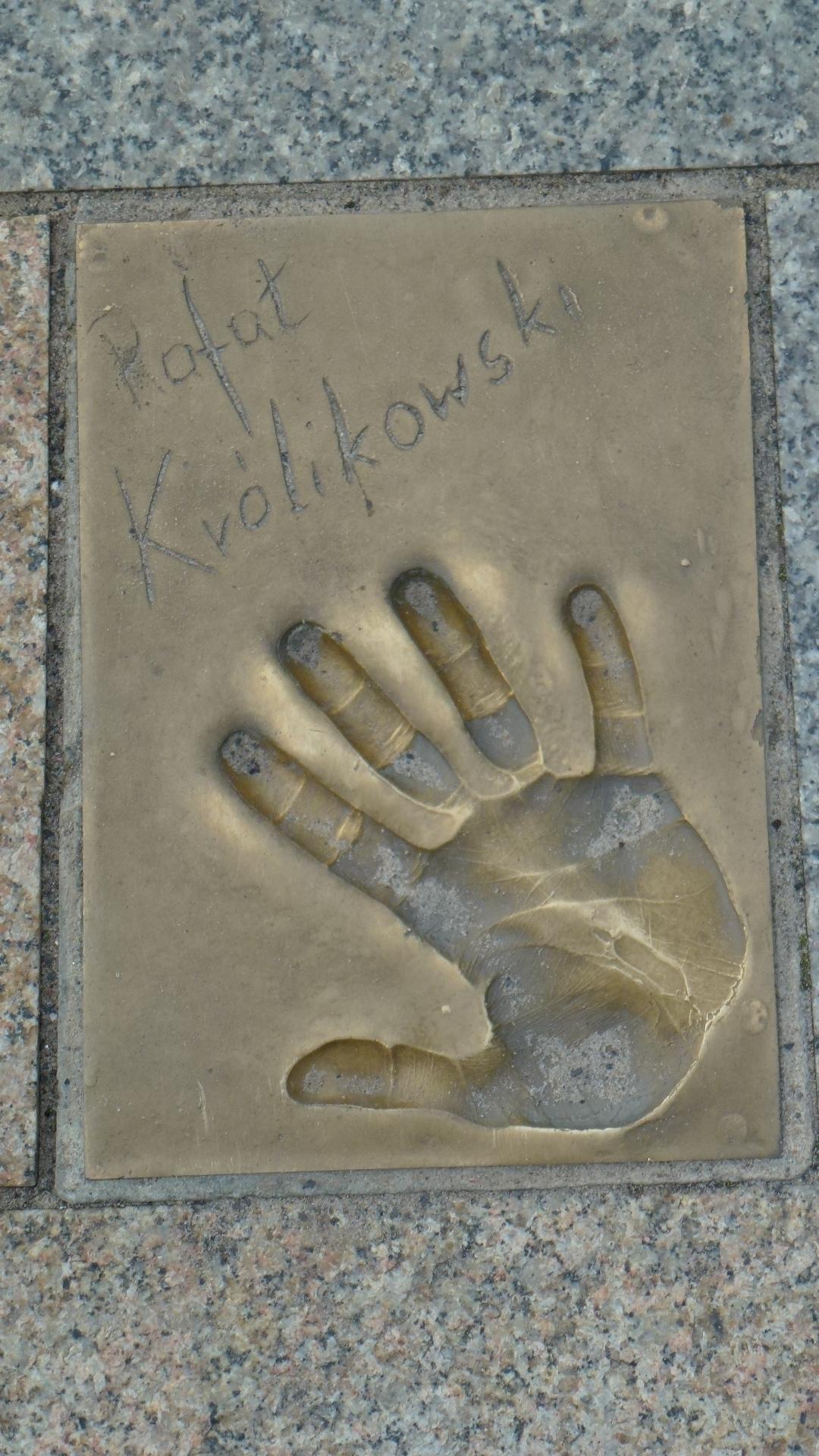
Odcisk dłoni aktora w Alei Gwiazd w Międzyzdrojach

Za rolę Isidora w spektaklu dyplomowym Carla Goldoniego Awantura w Chioggi (1992) dostał nagrodę jury i nagrodę publiczności na X Ogólnopolskim Przeglądzie Spektakli Dyplomowych Szkół Teatralnych w Łodzi. Po debiucie jako ostatni konferansjer w sztuce Janusza Wiśniewskiego Życie jest cudem (1992) z Zespołem Janusza Wiśniewskiego, związał się z warszawskim Teatrem Powszechnym im. Zygmunta Hübnera (1992-2007), gdzie występował w przedstawieniach Agnieszki Glińskiej, Krystyny Jandy, Władysława Kowalskiego, Anny Augustynowicz czy Piotra Cieplaka. Za rolę drugoplanową Bartleya w przedstawieniu Martina McDonagha Kaleka z Inishmaan (1999) otrzymał nagrodę im. Jacka Woszczerowicza na XXXIX Kaliskich Spotkaniach Teatralnych oraz nagrodę Feliksa Warszawskiego (1999). Występował gościnnie w teatrach warszawskich: „Scena Prezentacje” (1995–1996), Warszawskiej Operze Kameralnej (1997), Polskim (1997–1998, 2013), Studio Buffo (2009–2011), Bajka (2009), Kamienica (2012), Narodowym Centrum Kultury (2013), Capitol (2014), 6. piętro (2015), Dramatycznym (2015) i Muzycznym „Roma” (2019).
Jego debiutancką rolą ekranową był podchorąży Marcin w filmie wojennym Andrzeja Wajdy Pierścionek z orłem w koronie (1992). W 1993 odebrał Nagrodę im. Zbyszka Cybulskiego. Kreacja diabła Balana w kostiumowym filmie fantastycznym Krzysztofa Gradowskiego Dzieje mistrza Twardowskiego (1995) przyniosła mu nagrodę jury dziecięcego za najlepszą rolę męską na Festiwalu Filmowym dla Dzieci i Młodzieży w Poznaniu. Przełomem w jego ekranowej karierze było spotkanie z Tomaszem Koneckim i Andrzejem Saramonowiczem. W ich debiutanckiej komedii Pół serio (2000) zagrał aż siedem ról, za które zdobył nagrodę pozaregulaminową za najlepszą rolę komediową na 25. Festiwalu Polskich Filmów Fabularnych, a w następnej czarnej komedii Tomasza Koneckiego i Andrzeja Saramonowicza Ciało (2003) wystąpił w roli nieboszczyka. Wziął udział w teledysku zespołu T.Love do piosenki „Luźny Yanek” (2002), która pochodzi z komedii Juliusza Machulskiego Superprodukcja (2002), w której zagrał znanego krytyka filmowego, Yanka Drzazgę.
Telewidzom stał się znany z seriali takich jak Na dobre i na złe (2000, 2001), M jak miłość (2001), Tango z aniołem (2005–2006), Egzamin z życia (2005–2007), Niania (2007–2008) jako brat Maksa Skalskiego (Tomasz Kot) i Teraz albo nigdy! (2008).
Był na okładkach magazynów takich jak „Film” (w kwietniu 1993), „Mój Pies” (w maju 2004 i w kwietniu 2008), „Logo” (w lutym 2011), „Tele Tydzień” (we wrześniu 2011), „Gentleman” (w październiku 2011), „Dobry Tydzień” (w maju 2016) i „Let’s fly” (w grudniu 2020).

## Życie prywatne
W 1995 poślubił Dorotę Mirską, byłą dziennikarkę „Twojego Stylu”. Mają dwóch synów: Piotra (ur. 1998) i Michała (ur. 2002).

## Filmografia
- 1992: Pierścionek z orłem w koronie – jako:
  - Marcin,
  - Andrzej
- 1993: 20 lat później jako Wolf Hauser (Karl Klepacz)
- 1993: Pożegnanie z Marią jako Skrzypek
- 1994: Legenda Tatr jako Andrzej
- 1994: Podróż na wschód
- 1995: Dzieje mistrza Twardowskiego jako Diabeł Balan
- 1997: Klan jako Janusz Sowiński, pracownik MSZ-u (gościnnie)
- 1997: Przystań jako Jan
- 1998: Syzyfowe prace jako szlachcic Albert, przyjaciel Płoniewiczów (odc. 3)
- 1999: Miodowe lata jako Prezes (odc. 18)
- 1999: Palce lizać jako Rysio Wiatr
- 2000: Syzyfowe prace jako szlachcic Albert, przyjaciel Płoniewiczów
- 2000: Pół serio – jako:
  - „Angel” w noweli z ostrym seksem,
  - pastor Lovborg w Potędze myśli,
  - Skywalker w Ósmej pieczęci,
  - Fryderyk Chopin w Podwójnym życiu Fryderyka,
  - generał SB w Bułgarskim łączniku,
  - Józef K. w Procesie,
  - Romeo w kolejnych wersjach Romea i Julii
- 2000: Na dobre i na złe jako Tadeusz Świderski, ojciec Michała (odc. 38)
- 2001: Przeprowadzki jako rotmistrz Franciszek Flatau (odc. 9)
- 2001: Garderoba damska jako Wiesiek (odc. 9)
- 2001: Wiedźmin jako Niedamir
- 2001–2002: M jak miłość jako Konrad Badecki
- 2003: Superprodukcja jako Yanek Drzazga
- 2002: Zemsta jako Wacław
- 2002: Wiedźmin jako król Niedamir (odc. 4)
- 2003: Ciało jako Wolter
- 2003: Psie serce jako Tomek, chłopak Anny (odc. 10)
- 2004: Trzeci jako Facet z Toyoty
- 2004: Talki z resztą jako Kazik
- 2004: Nigdy w życiu! jako Redaktor naczelny
- 2005–2006: Tango z aniołem jako Mikołaj Brzozowski, biolog, mąż Mai
- 2005–2008: Egzamin z życia jako Radek Drawski, kochanek Joanny
- 2006–2007: Pogoda na piątek jako Artur Kaliski, partner Kamili
- 2007: Ryś jako Garnitur
- 2007–2008: Niania jako brat Maksa
- 2008: Hotel pod żyrafą i nosorożcem jako Miłobędzki, tata Oli, Janka i Zuzi
- 2008: Lejdis jako Tomek, mąż Moni
- 2008: Teraz albo nigdy! jako Michał
- 2008: Kochaj i tańcz jako redaktor
- 2010–2012: Hotel 52 jako concierge Michał Horwat
- 2011: Usta usta jako wydawca Marek, kochanek Agnieszki
- 2012: Prawo Agaty jako Marcin Kos (odc. 17)
- 2012: Być jak Kazimierz Deyna jako dyrektor wydawnictwa
- 2013: Komisarz Alex jako profesor Marek Antoniewicz (odc. 39)
- 2013: Podejrzani zakochani – jako:
  - Stanisław Tarkowski vel Alex Braun,
  - pułkownik Oleg Kaługin
- 2014: Sama słodycz jako Dziubek, partner Marty (odc. 3 i 13)
- 2014: Czas honoru. Powstanie jako Ernst von Hackel, Obergruppenführer Waffen-SS
- 2014: O mnie się nie martw jako Artur Ostrowski (odc. 7-9)
- 2015: Ojciec Mateusz jako profesor Bartosz Feldrecht (odc. 174)
- 2015: Mąż czy nie mąż jako Andrzej Wyśmierzycki (odc. 12)
- 2016–2018: Druga szansa jako Jakub Zeit
- 2017: Marszałek jako Bolesław Wieniawa-Długoszowski
- 2019: Stulecie Winnych – jako Guido
- 2019: Kurier jako generał Stanisław Tatar
- 2020: Wyzwanie jako Marek Krawczyński
- 2021: To musi być miłość jako Wiktor Góra
- 2021: Komisarz Mama jako Jerzy Kochanowski (odc. 18)
- 2021: Planeta singli. Osiem historii jako Andrzej Lewicki (odc. 1)
- 2021: W jak morderstwo jako Bruno Szeliga
- 2022: Przyjaciółki jako Rafał
- 2024: Niepewność jako Józef Kowalski
- 2024: Miłość jak miód jako Rafał, były partner Agaty
- 2024: Dziewczyna influencera jako Sugar Daddy

## Dubbing
- 1996: Miłość i wojna jako Henry Villard
- 1999: The Longest Journey: Najdłuższa podróż jako Charlie